# Am Ende der Welt (Nikolai Leskow)

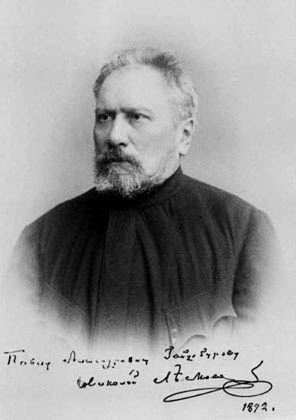
Nikolai Leskow im Jahr 1872

Am Ende der Welt (russisch На краю света, Na kraiu sweta) ist eine Erzählung des russischen Schriftstellers Nikolai Leskow, die 1875 in der Sankt Petersburger Zeitung Graschdanin  erschien.

## Inhalt
Der hochbetagte, hinfällige Erzbischof erzählt sieben Gästen – lauter gebildeten Leuten – über seine Missionierungsversuche unter den Heiden. Da war er als rüstiger Mann zum Bischof einer fernen sibirischen Eparchie ernannt worden. Zunächst inspiziert er seine Missionare. Nur wenige Heiden wurden zum Christentum bekehrt. Etliche Getaufte hatten zudem widerrufen und ihren Lamaismus beziehungsweise Schamanismus wieder angenommen. Die Einheimischen in der Eparchie sprechen meist Jakutisch. Von den Untergebenen des jungen Bischofs beherrscht diese Sprache nur der greise Pater Kiriak. Vor der Taufe draußen in der Wildnis hatte Kiriak früher den Heiden das Christentum gelehrt.
Kiriak bringt dem Bischof Tungusisch und Jakutisch bei. Der Bischof muss handeln, denn Petersburg hat den Lamas den Bau weiterer buddhistischer Tempel auf sibirischem Boden genehmigt.  Kiriak geht altershalber längst nicht mehr aus der Stadt hinaus in die Wildnis zu den Jakuten und Tungusen, sondern er lässt diese zu sich kommen. Solche Flausen will der Bischof dem alten Kiriak austreiben. Ein Missionar muss hinaus zu den Fremdstämmigen.
Als der Bischof erfährt, nördlich der Bischofsstadt taufe sein Missionar Pjotr – ein Syrjäne – die Heiden massenweise, unternimmt er auf zwei Rentierschlitten eine winterliche Inspektionsreise dorthin. Kiriak muss ihn begleiten. Der Alte fügt sich.
Nachdem die Reisenden auf zwei Hundeschlitten wechseln müssen, geraten sie in einen Schneesturm und verlieren sich. Der Schlittenführer des Bischofs, ein ungetaufter Einheimischer, rettet seinem Fahrgast das Leben. Die Hunde machen unter den widrigen Witterungsverhältnissen schließlich schlapp. Weiter geht es zu Fuß. Kiriak wird aufgefunden und stirbt in der nächsten Behausung an seinen Erfrierungen. Kiriaks Schlittenführer, ein getaufter Einheimischer, hatte den alten Mann in der Wildnis im Stich gelassen. Der Bischof begräbt den Verstorbenen unter Erdschollen an einem vereisten Bach. Die Inspektion in dem nördlichen Gebiet ergibt noch, der Syrjäne Pjotr hat seine Missionserfolge durch Bewirten erreicht; hat den Täuflingen zuvor Schnaps eingeflößt.
Der Bischof, in seine Residenz zurückgekehrt, stellt die Bekehrungsversuche ein, studiert den Buddhismus und ist unter Russen als heimlicher Buddhist verschrien. Solche Unterstellung prallt an dem Mann der Kirche ab, weil er „geduldig und friedfertig“ ist.

## Rezeption
- Marx hebt den „im Schneesturm ... wortlos helfenden Menschen-Bruder“ – also den oben erwähnten ungetauften Einheimischen, der dem Bischof das Leben rettet – als lebendigen Beleg gegen Augustinus’[2] Behauptung „Die Tugenden der Heiden sind glänzende Laster“ (Virtutes paganorum splendida vitia) hervor.[3]
- Der Stoff fuße auf Tatsachen. Tolstoi und Gorki hätten den Text geschätzt. Leskow habe die russische Kirche mit einem Detail herausgefordert: Die Heidenbekehrung werde in Frage gestellt, weil während des Überlebenskampfes im oben genannten Schneesturm der Christ versagt und der Heide den Akt der christlichen Nächstenliebe als das Selbstverständliche vollzieht.[4]

## Deutschsprachige Ausgaben
- Am Ende der Welt. Deutsch von Ena von Baer. S. 101–195 in Nikolai S. Leskow: Am Ende der Welt und andere Meistererzählungen. 391 Seiten. Dieterich’sche Verlagsbuchhandlung, Leipzig 1968 (2. Aufl.)
- Am Ende der Welt. Deutsch von Dieter Pommerenke. S. 429–512 in Eberhard Reißner (Hrsg.): Nikolai Leskow: Gesammelte Werke in Einzelbänden. Der verzauberte Pilger. 771 Seiten. Rütten & Loening, Berlin 1969 (1. Aufl.)

Verwendete Ausgabe:
- Am Ende der Welt. Deutsch von Dieter Pommerenke. S. 103–183 in Eberhard Dieckmann (Hrsg.): Nikolai Leskow: Gesammelte Werke in Einzelbänden. 4. Der ungetaufte Pope. Erzählungen. Mit einer Nachbemerkung des Herausgebers. 728 Seiten. Rütten & Loening, Berlin 1984 (1. Aufl.)

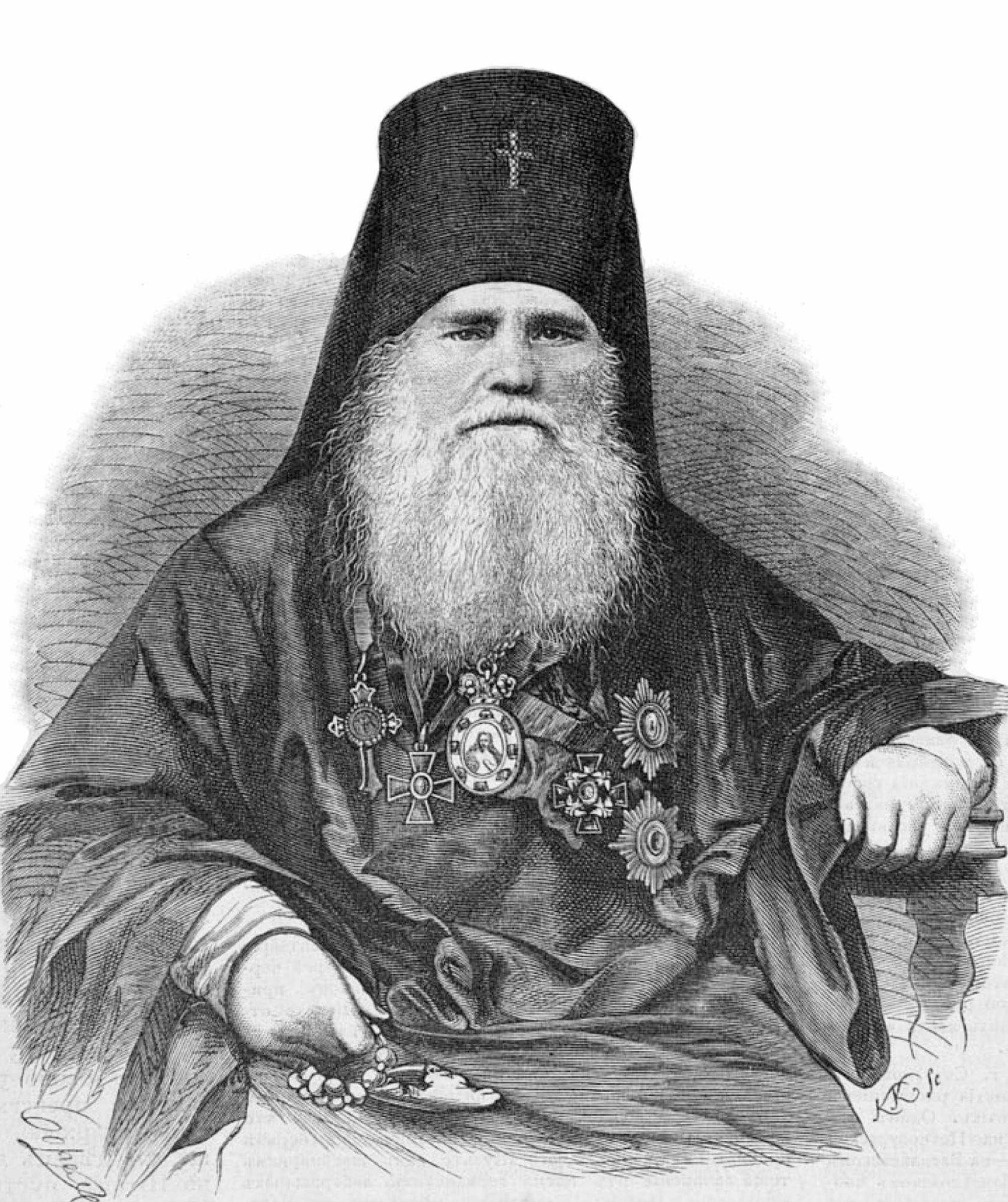
Nil, ab 24. Dezember 1853 bis zu seinem Tode Erzbischof der Eparchie Jaroslawl und Rostow.